# Théravádový buddhismus (české hnutí)
Théravádový buddhismus je české náboženské hnutí, vycházející z tradice théravádového buddhismu thajských lesních mnichů.
Náboženská společnost Théravádový buddhismus se hlásí k řádu dhamajuttika-nikája, který klade důraz právě na thajskou lesní tradici. V České republice byla založena komunita v Kolodějích nad Lužnicí roku 2014. 
Podle Sčítání lidí, domů a bytů 2021 se k tomuto hnutí výslovně přihlásilo 54 lidí.